# 王秦丰
王秦丰（1957年9月—），浙江安吉人。男，汉族。1976年7月参加工作，1982年7月加入中国共产党。北京大学政府管理学院政治学理论专业毕业，在职研究生学历，法学博士学位。
1978年10月在中山大学哲学专业学习，1982年7月毕业后长期在中央部委工作，早年在劳动人事部曾任编制局副处长，人事部地方机构编制司处长。
1994年4月，任中央编办综合司副司长。1997年7月，任中央编办综合司司长。2001年10月，担任四川省委副秘书长（挂职）。2003年7月，任中央编办行政体制与机构改革研究中心主任。2004年1月，任中央编办四司司长。
2004年3月，王秦丰再度外调挂职，任青海省长助理（挂职）。2004年7月任中共青海省委常委、组织部部长。
2007年8月，任中共中央组织部部务委员、干部二局局长。2010年5月，任中共中央组织部副部长。
2015年10月，任国家税务总局党组副书记、副局长，2018年1月10日被免职。
王秦丰是中国人民政治协商会议第十二届全国委员会常务委员。2018年1月，当选第十三届全国政协委员。